# EH Bildu
EH Bildu je nacionalistická, levicová a separatistická strana působící ve španělských autonomních společenstvích Baskicko a Navarra. Vznikla v reakci na rozhodnutí španělského Nejvyššího soudu, který zakázal radikálně levicové a separatistické straně Batasuna účast ve volbách, aliancí několika levicových stran a nezávislých příznivců zakázané Batasuny. Strana požaduje nezávislost Baskicka na Španělsku a sebeurčení baskického národa.

## Program
Mezi programové teze strany EH Bildu patří:
- sebeurčení a emancipace Baskicka, svobodné rozhodování Basků o své budoucnosti a území, k čemuž jsou potřeba všechny politické a ekonomické nástroje, budování společnosti podle parametrů plurality a demokracie, Baskicko musí být součástí Evropy národů
- mírový proces a demokratické řešení konfliktu o nezávislosti Baskicka
- podpora a rozvoj přímé demokracie, rozhodnutí lidu ve strategických otázkách, rozvoj lidových referend a participní demokracie, reforma systému a úprava modelu tak, aby byl politik skutečným „manažerem“ vůle lidu
- posílit veřejnou kontrolu strategických odvětví, progresivní zdanění, boj proti daňovým podvodům, rozvoj sociálních výdajů, zajišťujících univerzálnost a kvalitu veřejného zdravotnictví, pečovatelství, vzdělávání a dostupnost bydlení, bezplatné zdravotnictví, posilování práv zaměstnanců, boj proti pracovní nejistotě a proti zvyšování věku odchodu do důchodu, zvyšování minimální mzdy, vyváženost mezi pracovním, rodinným a společenským životem, potravinová soběstačnost, využívání obnovitelných zdrojů energie, transparentní správa veřejných peněz, rovnost pohlaví
- posílení a vývin společné strategie rozvoje a optimalizace baskického jazyka v kontextu dosažení multikulturní vícejazyčné společnosti Baskicka 21. století
- zajištění podmínek ženám pro jejich plný rozvoj a dosažení tak rovnostářské, spravedlivé a demokratické společnosti
- kvalitní vzdělávání a důraz na individualitu
- podpora mládežnických organizací a posílení pozic baskického mládeže jako motor sociálních a politických změn
- účinná politika a mezinárodní solidarita, formulování opatření ve spolupráci se všemi evropskými i světovými politickými silami, které usilují pro budování spravedlivého světa
- všichni lidé jsou si rovni, subjekt práv a povinností každého člověka závisí na jeho lidském stavu, nikoliv na rase, pohlaví, etnické příslušnosti či národnosti